# Bahnstrecke Mandalay–Lashio
| Goteik-Viadukt |                     |                                 |                                 |
| |                     |                                 |                                 |
| Streckenlänge: | 286.5 km            |                                 |                                 |
| Spurweite: | 1000 mm (Meterspur) |                                 |                                 |
| Maximale Neigung: | 40 ‰                |                                 |                                 |
| Minimaler Radius: | 106 m               |                                 |                                 |
| |                     |                                 |                                 |
| \| \| 390,50 \| Mandalay Central \| Mandalay Central \| \| \| 389,00 \| Shan Zu \| Shan Zu \| \| \| 382,75 \| Myo Haung \| Myo Haung \| \| \| \| nach Rangun \| \| \| \| 385,25 \| Thoe Gyan \| Thoe Gyan \| \| \| \| nach Thye Zay \| \| \| \| 392,75 \| Tonbo Anschlussgleis Steinbruch \| Tonbo Anschlussgleis Steinbruch \| \| \| \| Dat Taw Chaung \| \| \| \| 396,25 \| Sedaw Anschlussgleis Steinbruch \| Sedaw Anschlussgleis Steinbruch \| \| \| \| Spitzkehre Nr. 1 \| \| \| \| \| Spitzkehre Nr. 2 \| \| \| \| \| \| \| \| \| \| \| \| \| \| \| \| \| \| \| \| Spitzkehre Nr. 3 \| \| \| \| 400,25 \| Sa Tu Ta Lun Hto \| Sa Tu Ta Lun Hto \| \| \| 405,00 \| Zibingyi \| Zibingyi \| \| \| 411,00 \| Thondaung \| Thondaung \| \| \| 415,00 \| Anisakan \| Anisakan \| \| \| 422,50 \| Pyin U Lwin (Maymyo) \| Pyin U Lwin (Maymyo) \| \| \| 427,75 \| Pwe Kaul \| Pwe Kaul \| \| \| 433,50 \| Wetwun \| Wetwun \| \| \| 438,25 \| Sinlanzu \| Sinlanzu \| \| \| 444,00 \| Hsum Hsai \| Hsum Hsai \| \| \| 456,00 \| Nawnghkio \| Nawnghkio \| \| \| 463,00 \| Goteik Viaduct \| Goteik Viaduct \| \| \| \| Goteik-Viadukt 689 m \| \| \| \| 472,25 \| Nawngpeng \| Nawngpeng \| \| \| \| Gokteik \| \| \| \| 482,00 \| Sakantha \| Sakantha \| \| \| 490,00 \| Kyaukme \| Kyaukme \| \| \| 496,00 \| Loi kaw \| Loi kaw \| \| \| 504,00 \| Taw Gyi \| Taw Gyi \| \| \| 509,50 \| Hsipaw \| Hsipaw \| \| \| 521,00 \| Ta Hpa Le \| Ta Hpa Le \| \| \| 529,25 \| Se-eng \| Se-eng \| \| \| 537,25 \| Mansam Falls \| Mansam Falls \| \| \| 543,00 \| Man Pwe \| Man Pwe \| \| \| 545,25 \| Thi Ri Shan Hkai \| Thi Ri Shan Hkai \| \| \| 547,75 \| Namyao nach Namtu (Schmalspur) \| Namyao nach Namtu (Schmalspur) \| \| \| 560,75 \| Lashio \| Lashio \| |                     |                                 |                                 |
| Kopfbahnhof Streckenanfang | 390,50              | Mandalay Central                | Mandalay Central                |
| Haltepunkt / Haltestelle | 389,00              | Shan Zu                         | Shan Zu                         |
| Bahnhof | 382,75              | Myo Haung                       | Myo Haung                       |
| Abzweig geradeaus und nach rechts |                     | nach Rangun                     | nach Rangun                     |
| Bahnhof | 385,25              | Thoe Gyan                       | Thoe Gyan                       |
| Abzweig geradeaus und nach links |                     | nach Thye Zay                   | nach Thye Zay                   |
| Bahnhof | 392,75              | Tonbo Anschlussgleis Steinbruch | Tonbo Anschlussgleis Steinbruch |
| Brücke über Wasserlauf |                     | Dat Taw Chaung                  | Dat Taw Chaung                  |
| Bahnhof | 396,25              | Sedaw Anschlussgleis Steinbruch | Sedaw Anschlussgleis Steinbruch |
| Spitzkehrbahnhof rechts |                     | Spitzkehre Nr. 1                | Spitzkehre Nr. 1                |
| Spitzkehrbahnhof links |                     | Spitzkehre Nr. 2                | Spitzkehre Nr. 2                |
| Tunnel |                     |                                 |                                 |
| Tunnel |                     |                                 |                                 |
| Tunnel |                     |                                 |                                 |
| Spitzkehrbahnhof rechts |                     | Spitzkehre Nr. 3                | Spitzkehre Nr. 3                |
| Spitzkehrbahnhof links | 400,25              | Sa Tu Ta Lun Hto                | Sa Tu Ta Lun Hto                |
| Bahnhof | 405,00              | Zibingyi                        | Zibingyi                        |
| Bahnhof | 411,00              | Thondaung                       | Thondaung                       |
| Bahnhof | 415,00              | Anisakan                        | Anisakan                        |
| Bahnhof | 422,50              | Pyin U Lwin (Maymyo)            | Pyin U Lwin (Maymyo)            |
| Bahnhof | 427,75              | Pwe Kaul                        | Pwe Kaul                        |
| Bahnhof | 433,50              | Wetwun                          | Wetwun                          |
| Bahnhof | 438,25              | Sinlanzu                        | Sinlanzu                        |
| Bahnhof | 444,00              | Hsum Hsai                       | Hsum Hsai                       |
| Bahnhof | 456,00              | Nawnghkio                       | Nawnghkio                       |
| Haltepunkt / Haltestelle | 463,00              | Goteik Viaduct                  | Goteik Viaduct                  |
| Brücke |                     | Goteik-Viadukt 689 m            | Goteik-Viadukt 689 m            |
| Haltepunkt / Haltestelle | 472,25              | Nawngpeng                       | Nawngpeng                       |
| Bahnhof |                     | Gokteik                         | Gokteik                         |
| Bahnhof | 482,00              | Sakantha                        | Sakantha                        |
| Bahnhof | 490,00              | Kyaukme                         | Kyaukme                         |
| Bahnhof | 496,00              | Loi kaw                         | Loi kaw                         |
| Bahnhof | 504,00              | Taw Gyi                         | Taw Gyi                         |
| Bahnhof | 509,50              | Hsipaw                          | Hsipaw                          |
| Bahnhof | 521,00              | Ta Hpa Le                       | Ta Hpa Le                       |
| Bahnhof | 529,25              | Se-eng                          | Se-eng                          |
| Bahnhof | 537,25              | Mansam Falls                    | Mansam Falls                    |
| Bahnhof | 543,00              | Man Pwe                         | Man Pwe                         |
| Bahnhof | 545,25              | Thi Ri Shan Hkai                | Thi Ri Shan Hkai                |
| Bahnhof · Betriebs-/Güterbahnhof Streckenanfang und quer | 547,75              | Namyao nach Namtu (Schmalspur)  | Namyao nach Namtu (Schmalspur)  |
| Kopfbahnhof Streckenende | 560,75              | Lashio                          | Lashio                          |

Die Bahnstrecke Mandalay–Lashio ist eine 286,5 km lange Bahnstrecke in Myanmar, die von Mandalay nordöstlich durch die Shawn Hills nach Lashio in der Nähe der Grenze zur China führt. Die meterspurige Strecke wird mit Diesellokomotiven betrieben. Ein bekanntes Bauwerk der Strecke ist der Goteik-Viadukt.

## Geschichte
Die Strecke wurde zwischen 1898 und 1905 von der Burma Railway Company gebaut. Die Strecke war als einzige Bahn in Burma mit 75 lbs Schienen (ungefähr ein Gewicht von 31 kg/m) Schienen gebaut worden, während selbst die bestehenden Hauptstrecken nur mit 60 lbs Schienen (ungefähr 25 kg/m) ausgerüstet waren. Die zulässige Achslast betrug 10 t.
Eine Verlängerung nach Kunlong an der Grenze zu China wurde nicht umgesetzt, weil das Gelände zu schwierig für den Bahnbau war. Auf der chinesischen Seite wäre die Verbindung mit der Yunnan–Burma-Bahn fortgesetzt worden, deren Bau 1941 begonnen wurde, aber nach kurzer Zeit aus mehreren Gründen wieder eingestellt werden musste. Wären beide Strecken gebaut worden, wäre zusammen mit der Bagdadbahn eine durchgehende Eisenbahnverbindung von Europa über Indien nach China entstanden.
Die Bahnstrecke Mandalay–Lashio diente während des Zweiten Weltkriegs dem Nachschub der in Chinesen im Kampf gegen die Japaner. Die Eisenbahn sollte zusammen mit der Burmastraße im Rahmen des Leih- und Pachtgesetz Güter aus den Vereinigten Staaten über Rangun an die chinesische Grenze bringen. Die Transportkapazität beider Verkehrswege waren völlig ungenügend, so dass sich riesige Materiallager in Rangun und in Lashio am Ende der Strecke bildeten. Es handelte sich hauptsächlich um Lastkraftwagen, Straßenbaumaterial, Ersatzteile und Wartungsgerät für die Burmastrasse sowie um Material für den Bau der Yunnan–Burma-Bahn. Ein Teil des Materials fiel bei der Einnahme von Lashio den Japanern in die Hände.

## Streckenbeschreibung

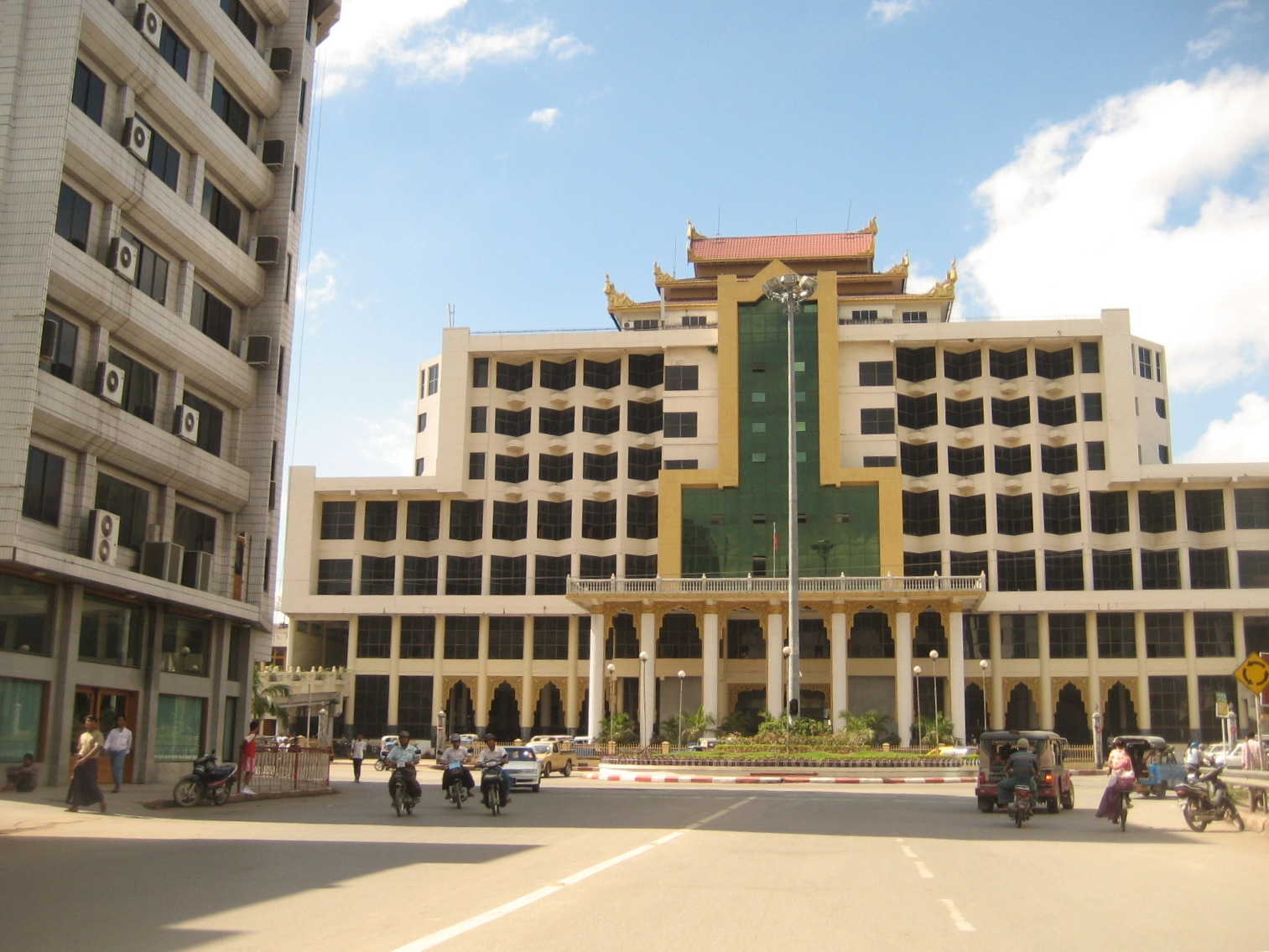
Mandalay Central

Bahnhöfe in Mandalay

Spitzkehren bei Sedaw

Linienführung mit Wendeschleifen beim Goteik-Viadukt

Vom Hauptbahnhof Mandalay Central folgen die Züge in südlicher Richtung zuerst der Strecke in Richtung Rangun. Nach fünf Kilometer wird der Bahnhof Myo Haung erreicht, wo die Bahnstrecke nach Lashio beginnt. Sie zweigt nach links von der Hauptstrecke ab und verlässt die Agglomeration Mandalay in südöstlicher Richtung. Nach 20 km erreicht die Strecke Sedaw, wo die Strecke zur Gebirgsbahn wird und bis Thondaung mit vier Spitzkehren 300 m Höhe gewinnt. Die Neigung in diesem Streckenabschnitt beträgt 40 ‰, wobei diese in den Bögen mit 106 m Radius nicht kompensiert ist, so dass ein Streckenwiderstand von 46,7 ‰ wirksam ist. Nach mehr als 50 km von Mandalay wird der Kurort Pyin U Lwin erreicht, besser bekannt unter dem englischen Namen Maymyo. Hierhin reisten die Kolonialherren aus Mandalay, wenn sie der Hitze der Stadt entfliehen wollten.
Weitere 64 km in Richtung Nordosten trifft die Bahn auf das schwierigste Hindernis im Trassenverlauf, die tief eingeschnittene Gokteik-Schlucht. Sie wird mit dem 689 m langen und 97 m hohen Goteik-Viadukt in östlich von Nawnghkio überquert. Die Brücke wurde von der amerikanischen Pennsylvania Steel Company errichtet und war bei ihrer Eröffnung im Jahre 1900 das größte Gerüstpfeilerviadukt der Welt. Damit die Trasse die Brücke erreichen kann, muss sie diese zuerst mit zwei Wendeschleifen in die Schlucht hinunter schaffen und am östlichen Ende mit drei Wendeschleifen wieder aus der Schlucht heraussteigen. Der zu überwindende Höhenunterschied beträgt beide Male ungefähr 160 m.
Die Strecke führt weiter über die Marktflecken Gokteik und Hsipaw in Richtung Lashio. Sie folgt dabei dem Tal der Flüsse Myitnge und Nam Yao, vorbei am Wasserfall von Mansam. Bei Namyao, dem letzten Bahnhof vor Lashio, zweigt die Burma Mines Railway ab. Diese Bahn mit einer Spurweite von 610 mm diente der Abfuhr von Bergbauprodukten aus den Blei- und Silbergruben bei Namtu und der Zufuhr von Kohle für die Schmelzöfen.

## Betrieb

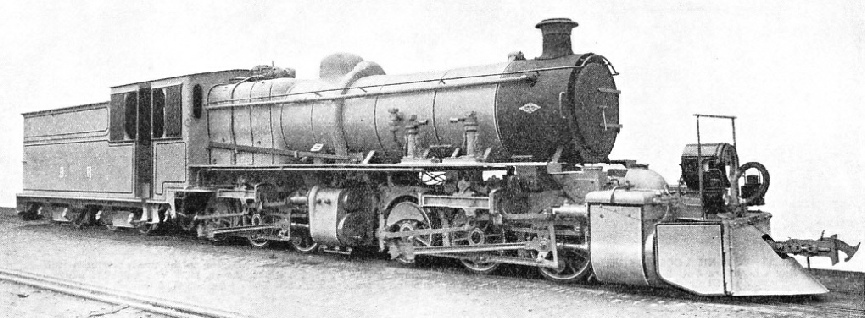
Mallet-Lokomotive der Klasse N

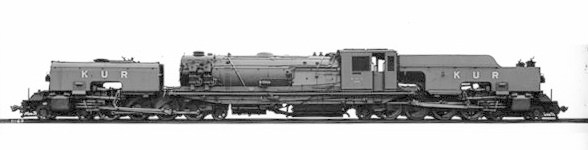
Garratt-Lokomotive EC5 der Uganda-Bahn, die Baugleich zur Klasse GD war

Die Strecke verlangte auf Grund ihrer starken Steigungen besonders leistungsfähige Lokomotiven, die mit den engen Bögen der Strecke zurechtkamen. Wegen der geringen Achslast kamen fast nur Gelenklokomotiven in Frage. Anfänglich waren dies sieben zwischen 1901 und 1906 von der Vulcan Foundary gebaute Fairlie-Lokomotiven der Klasse H mit zwei dreiachsigen Triebwerken.
Nach dem Ersten Weltkrieg wurden zusätzlich von der North British Locomotive Company (NBL) gebaute Mallet-Lokomotiven der Klasse N mit Schlepptender eingesetzt. Diese hatten zwar leistungsfähigere Kessel, waren jedoch wegen des zusätzlich mitzuführenden 36 t schweren Schlepptenders benachteiligt. Sie konnten 145 t Züge befördern.
Das steigende Verkehrsvolumen verlangte nach stärkeren Lokomotiven. Es wurde deshalb 1924 von Beyer-Peacock die erste vierfach gekuppelte Garatt-Lokomotive der Welt bestellt. Sie hatten gegenüber den Mallet-Lokomotiven bei gleichem Gesamtgewicht eine um einen Drittel höhere Zugkraft und konnten dadurch 210 t Züge befördern bei geringerem Brennstoffverbrauch. Die beiden Probelokomotiven wurden den Klasse GA I und GA II zugeordnet, wobei die GA II eine der wenigen als Garratt gebauten Verbunddampflokomotiven war. Letztere zeigte betrieblich keine Vorteile, so dass die vier Serienlokomotiven der Klasse GA III ähnlich der GA I geliefert wurden. Die Klasse GA IV waren in Deutschland bei Krupp gefertigte Nachbauten.
Mit dem Ausbruch des Zweiten Weltkrieges mussten noch mehr Güter transportiert werden, womit das britische War Department weitere Baureihen zur Verfügung stellte bis zu den großen Maschinen der Klasse GD, die nach dem Krieg noch als Klasse GE nachgebaut wurden.
Heute verkehren täglich zwei von chinesischen Diesellokomotiven der Baureihe CKD7B (Achsformel Bo'Bo'Bo') gezogene Reisezüge über die Strecke.